# Division I 2004-2005 (pallacanestro maschile)
La Division I 2004-2005 è stata la 73ª edizione del massimo campionato belga di pallacanestro maschile. La vittoria finale è stata appannaggio del Bree.

## Risultati

### Stagione regolare
|     | Squadra            | G  | V  | P  | PF | PS | Pt. | Qualificazione |
| --- | ------------------ | -- | -- | -- | -- | -- | --- | -------------- |
| 1.  | Spirou Charleroi   | 36 | 28 | 8  |    |    | 92  | playoff        |
| 2.  | Bree               | 36 | 24 | 12 |    |    | 84  | playoff        |
| 3.  | Mons-Hainaut       | 36 | 22 | 14 |    |    | 80  | playoff        |
| 4.  | Ostenda            | 36 | 21 | 15 |    |    | 78  | playoff        |
| 5.  | Liegi              | 36 | 19 | 17 |    |    | 74  |                |
| 6.  | Groot Lovanio      | 36 | 18 | 18 |    |    | 72  |                |
| 7.  | Racing Anversa     | 36 | 17 | 19 |    |    | 70  |                |
| 8.  | Verviers-Pepinster | 36 | 16 | 20 |    |    | 68  |                |
| 9.  | Bavi Vilvoorde     | 36 | 8  | 28 |    |    | 52  |                |
| 10. | Union Hutoise      | 36 | 7  | 29 |    |    | 50  | retrocesso     |

### Playoff
|  | Semifinali | Semifinali       | Semifinali |      |    | Finale           | Finale | Finale |  |
|  |            |                  |            |      |    |                  |        |        |  |
|  | 1.         | Spirou Charleroi | 2          |      |    |                  |        |        |  |
|  | 1.         | Spirou Charleroi | 2          |      |    |                  |        |        |  |
|  | 4.         | Ostenda          | 0          |      |    |                  |        |        |  |
|  | 4.         | Ostenda          | 0          |      | 1. | Spirou Charleroi | 1      |        |  |
|  |            |                  |            |      | 1. | Spirou Charleroi | 1      |        |  |
|  |            |                  | 2.         | Bree | 3  |                  |        |        |  |
|  | 2.         | Bree             | 2.         | Bree | 3  | 2                |        |        |  |
|  | 2.         | Bree             |            |      |    |                  |        |        |  |
|  | 3.         | Mons-Hainaut     | 1          |      |    |                  |        |        |  |

| Division I 2004-2005 |
| -------------------- |
| Bree 1º titolo       |

## Formazione vincitrice
| N° | Naz.                   | Ruolo | Sportivo      |  | Alt. |  |
| -- | ---------------------- | ----- | ------------- |  | ---- |  |
|    | Stati Uniti (bandiera) | G     | Brian Lynch   |  | 198  |  |
|    | Stati Uniti (bandiera) | P     | Travis Conlan |  | 196  |  |
|    | Stati Uniti (bandiera) | All.  | Chris Finch   |  |      |  |

## Premi e riconoscimenti
- MVP regular season:  Marcus Faison, Spirou Charleroi